# Lasara
Lasara – jednostka osadnicza w Stanach Zjednoczonych, w stanie Teksas, w hrabstwie Willacy.